# Donald Thomson
Donald Finlay Fergusson Thomson (26 juin 1901 - 12 mai 1970) est un ornithologue et anthropologue australien, célèbre pour avoir établi avec les populations d'Indigènes Australiens (en particulier les Yolngu des Territoires du Nord, puis les Pintupi du Grand Désert de l'Ouest) des rapports de confiance mutuelle et d'amitié. Pendant plusieurs décennies, Donald Thomson vécut en contact étroit avec les aborigènes australiens et ses travaux contribuèrent puissamment à augmenter en Australie la connaissance mutuelle, la compréhension et la tolérance entre les cultures européennes et indigènes. Son caractère entier, son goût pour le travail en solitaire et ses prises de position en avance sur son temps dans les domaines scientifiques et politiques empêchèrent Donald Thomson de bénéficier de son vivant de la reconnaissance publique qu'il méritait. Si « son approche ne fut pas toujours acceptée par une partie de l’establishment de l'anthropologie, son action est de nos jours reconnue tant par les indigènes australiens que par les autres Australiens ». En effet, les aborigènes australiens ont créé la notion de « Thomson Time » : le temps où ils trouvèrent de l'aide et commencèrent à lutter pour leurs droits, et où ils vivaient plus près de la nature que de nos jours.

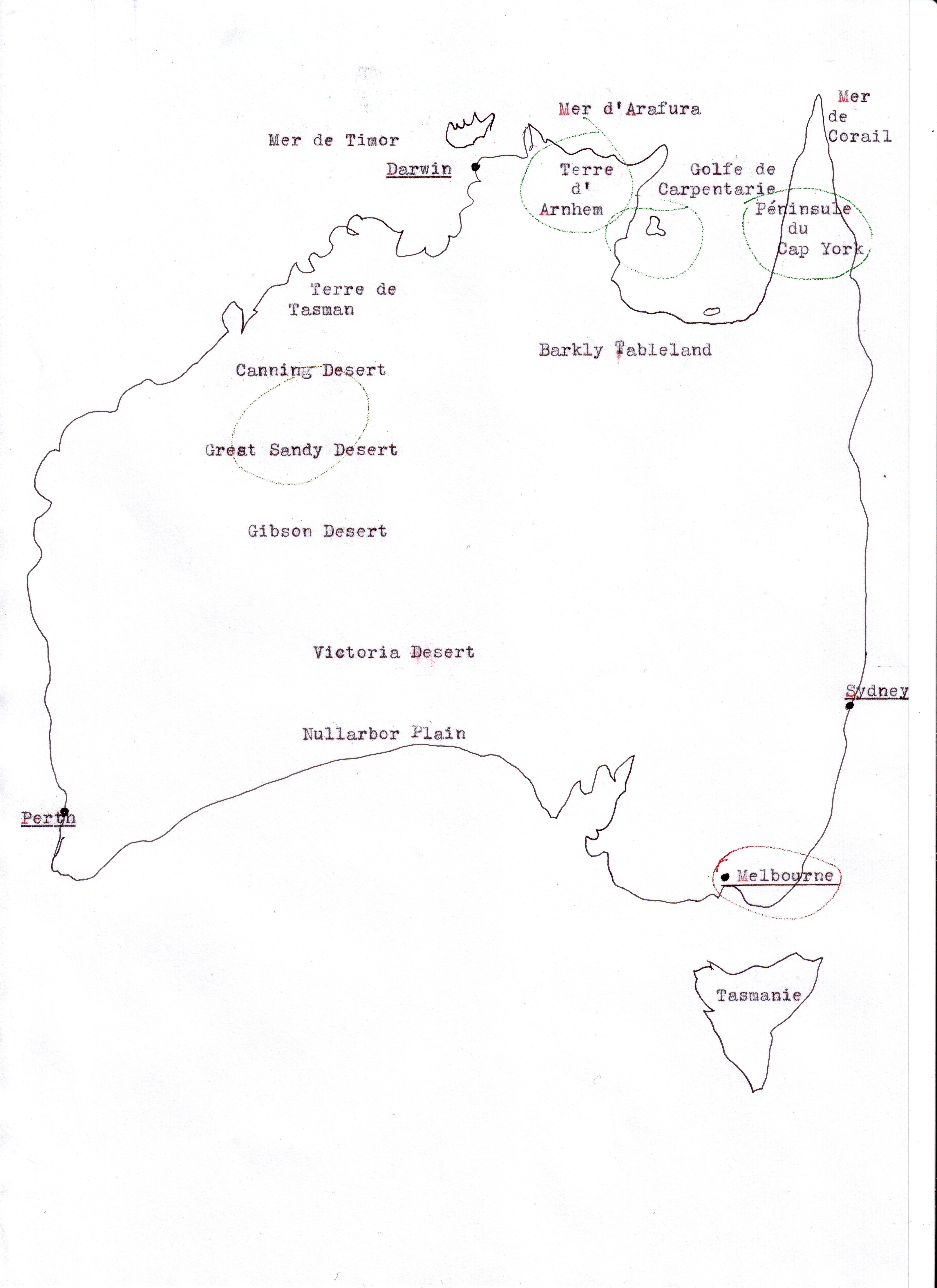
Sur cette carte de l'Australie sont situés les centres d'intérêt de Donald Thomson au cours de sa vie de scientifique-aventurier : 1/ au sud Melbourne (Université) - 2/ dans le "Top End" : le Cap York, la Baie Caledon sur le Golfe de Carpentarie, et les Marécages d'Arafura en Terre d'Arnhem - 3/ enfin les Grands Déserts de l'Ouest.

## Années de jeunesse
Thomson, après une jeunesse où s'affirmèrent son goût des excursions dans la nature, ainsi que sa tendance à collecter des échantillons de la faune et de la flore, fit des études de zoologie et de botanique à l'université de Melbourne. Il fit aussi partie, dès 1917, du bureau de la société scientifique Royal Australasian Ornithologists Union (RAOU), y fut chargé des relations avec la presse (1923), puis devint rédacteur adjoint du journal de la RAOU, "L'Emeu" (1924-1925). En 1925, après avoir obtenu son diplôme, il épousa Gladys Coleman (dont il aura deux enfants) et fit un stage comme journaliste stagiaire au journal The Melbourne Herald. Puis, il fit une année d'études en anthropologie à l'université de Sydney et obtint le diplôme en 1928.
Il "décrocha" alors une bourse de £ 600 offerte par l'ANRC (Australian National Research Council) et partit pour huit mois sur le terrain afin d'étudier les Indigènes de la Péninsule du Cap York . Sur place, il rayonna, à pied et à cheval, à partir de l'embouchure de la Stewart River où il avait pour base un petit voilier, un ketch aurique. 

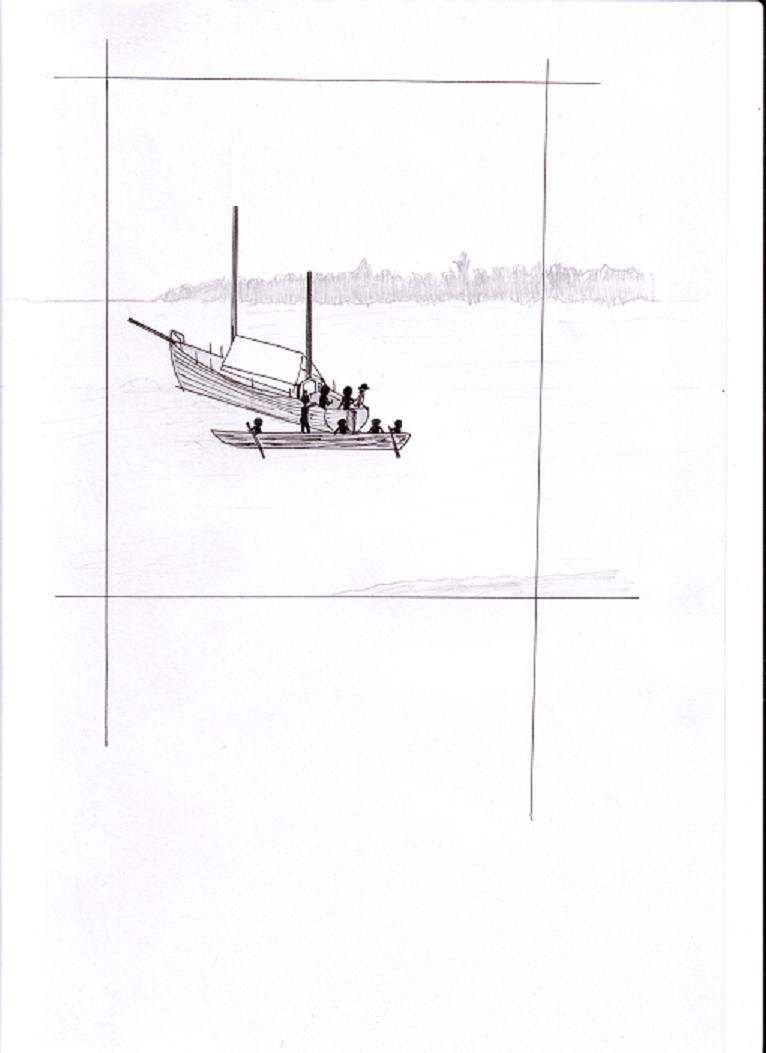
La photo de couverture d'une des éditions de son livre "D. Thomson in Arnhem Land" nous montre le ketch à l'ancre, face au large, devant un paysage de mangrove. Un large taud protège le pont. Trois hommes sont assis dans le cockpit, et une pirogue montée par cinq Yolngu accoste civilement le yacht par l'arrière : un des hommes, nu, est debout à l'avant de la pirogue et, dans un geste de marin bien éduqué, empoigne le plat-bord du yacht. Moment privilégié du "Thomson Time"...

Mais au retour, le jeune anthropologue fut accusé d'avoir détourné les fonds attribués pour sa mission... Ce ne fut que bien plus tard qu'on mit en évidence les malversations d'un membre du Conseil Australien de la Recherche, mais le mal était fait, et Donald Thomson eut par la suite à souffrir d'ostracisme de la part des anthropologues australiens .

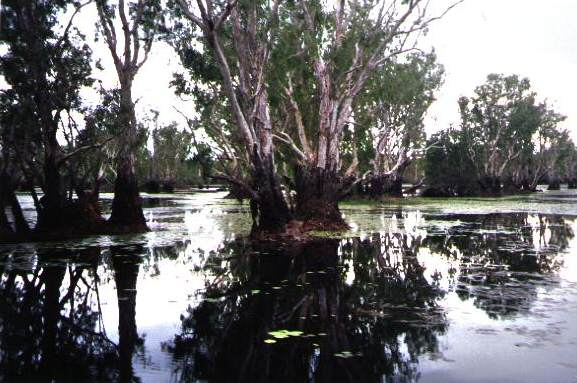
Les billabongs (marécages littoraux) où Thomson travailla longtemps (photo de Mark Codrington)

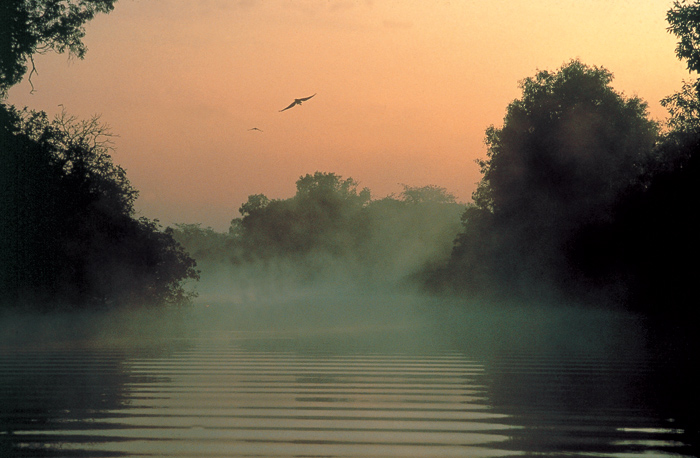
Brume matinale sur le marais (photo de Tourism NT)

Donald Thomson effectua encore une mission au Cap York en 1928, mais à ses frais, car ceux qui détenaient l'autorité intellectuelle et matérielle dans sa spécialité lui étaient hostiles. Puis, il entra au Centre de recherche médicale Walter & Eliza Hall à Melbourne. Ce fut le Laboratoire d'Anatomie humaine de cet institut qui l'envoya une dernière fois au Cap York (1932-33). Thomson devint ensuite chercheur à l'université de Melbourne et obtint un "Ph.D." (doctorat de philosophie) à l'université de Cambridge en 1934. Il commençait à être connu comme un surdoué individualiste et hyper-adaptable, capable autant de collectionner avec aisance les diplômes dans plusieurs spécialités que de survivre (et même travailler) en pleine brousse marécageuse, avec (comme disait une de ses collègues) « une brosse à dents et un Colt 45 pour tout bagage », sans oublier sa caméra Zeiss  grâce à qui il put rapporter des films sur le mode de vie des Yolngu pêcheurs et chasseurs de dugong de Blue Mud Bay qui stupéfièrent ses collègues anthropologues.

## La «crise de Caledon Bay»
À Caledon Bay, située par 128°S et 136,5°E sur la côte Ouest du Golfe de Carpentarie, un parti de pêcheurs japonais venus en 1932 récolter les "trépangs"  enleva et viola un groupe de femmes Yolngu. Leurs maris se vengèrent en tuant une dizaine d'asiatiques, et de plus deux européens sur Woodah Island. Un constable (policier) nommé Mac Coy, partit enquêter et fut tué lui aussi : selon des témoins, il aurait menotté et violé une femme Yolngu, puis tiré des coups de feu sur les Indigènes qui cherchaient à intervenir, avant d'être tué par le mari outragé, un certain Dhakiyarr Wirrpanda. ...L'affaire souleva une émotion considérable dans les Territoires du Nord, tant chez les Australiens d'origine européenne (qui virent là le début d'une « révolte des noirs », à mater vite et énergiquement « pour leur apprendre à vivre ») - que chez les Indigènes, qui, craignant un nouveau « massacre de Coniston » se mirent sur le pied de guerre. Des missionnaires intervinrent, et persuadèrent Dhakiyarr et ses amis de se livrer aux autorités de Darwin. Mais les « coupables » furent emprisonnés à la Fanny Bay Gaol et rapidement condamnés : Dhakiyarr à la pendaison, les autres aux travaux forcés. Une procédure d'appel pour vice de forme réussit cependant à les sauver, et les Indigènes furent libérés en 1936. Mais Dhakiyarr avait « disparu »...

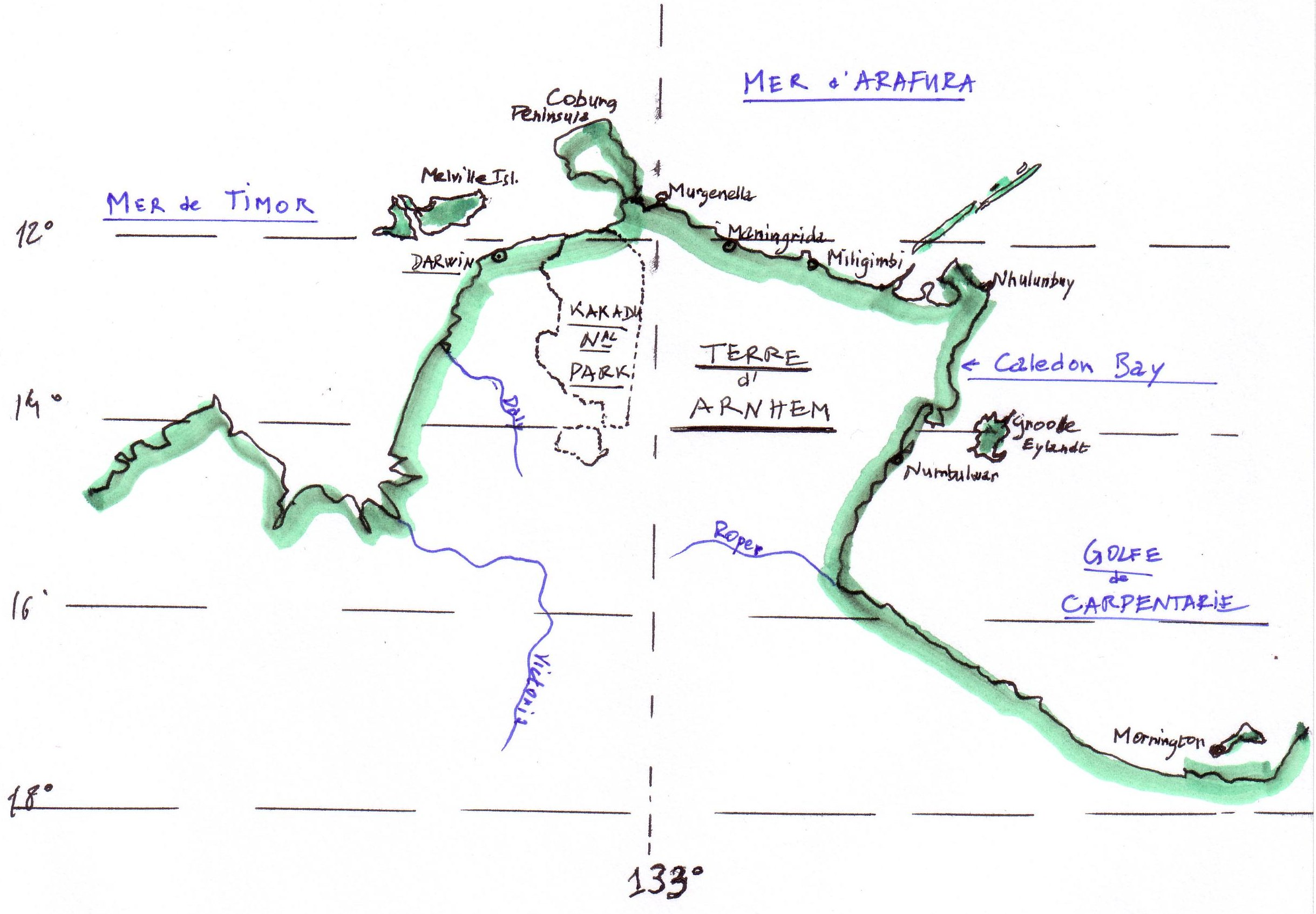
Croquis des côtes de la Terre d'Arnhem. La toponymie est d'origine hollandaise, anglaise et indigène.

La tension entre les communautés était extrême, quand Donald Thomson offrit de partir en mission de paix auprès des Yolngu. Beaucoup pensèrent que c'était en fait une mission-suicide. Mais, fort de son expérience et de sa connaissance des Indigènes, avec qui il avait vécu et travaillé à Blue Mud Bay, le jeune anthropologue réussit, par la patience et le dialogue, à calmer leur peur et leur colère. La première rencontre entre l'émissaire isolé des bandalas (blancs) et Wonggu, le chef des Yolngu en dissidence, fut « électrique »... Mais rapidement Thomson noua des liens très forts avec Wonggu, patriarche du clan Djapu, et son fils Raiwalla, qui devint l'ami et le guide du jeune anthropologue.

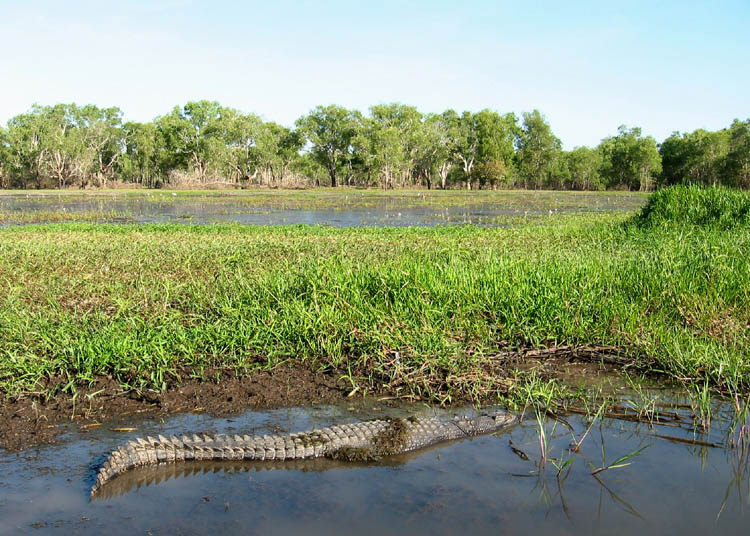
LArafura swamp est identique au Yellow Waters Swamp. Dans les années 1930, les grands crocodiles "de mer" n'étaient pas protégés, ils étaient donc moins nombreux et plus farouches que de nos jours (photo prise par Stuart Edwards)

Thomson travailla (sauf pendant un bref congé) de 1935 à 1937 dans ce biotope : les swamps (marécages) s'étendant entre la brousse tropicale et le cordons littoraux de la mer d'Arafura. Il avait son campement près de la berge du marécage (dont la surface variait largement en fonction de la saison) et vivait avec les Indigènes Australiens du groupe Wik-Mungkan dont il étudiait le mode de vie. En 1936, il mit un point final à la « crise de Caledon Bay » en rendant au chef Wonggu, du clan des Djapu, ses trois fils sortis de prison. Thomson remit en 1937 aux autorités centrales un rapport par lequel il recommandait de laisser aux Yolngu la libre jouissance de leurs terres et l'exercice de leurs traditions. Ce rapport fut laissé au fond d'un tiroir. Par ailleurs, Thomson, révolté par la façon dont les Indigènes étaient physiquement et moralement traités dans les missions, voulut en appeler aux autorités religieuses, et se fit encore de puissants ennemis. 

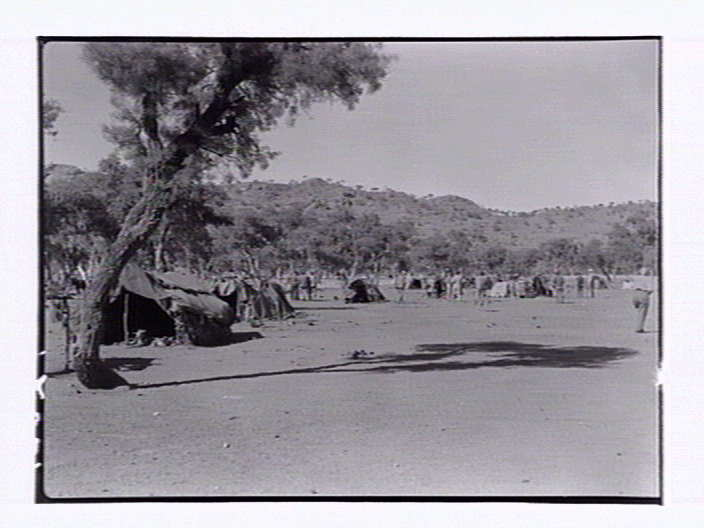
Un campement dans les Territoires du Nord en 1947, à la saison sèche. Photo sur plaque de verre; l'ombre du casuarina fait penser qu'elle fut prise en fin d'après-midi...

Cependant l'expédition punitive fut annulée, et, la frontier justice (la justice expéditive des territoires excentrés) ayant été désavouée, grâce à Donald Thomson un mouvement d'opinion publique favorable à la cause des aborigènes naissait, la compréhension et l'intérêt pour la culture des premiers occupants de l'Australie grandissait.

## La Seconde Guerre mondiale
La Seconde Guerre mondiale éclata. En 1941, Donald Thomson suggéra à l'armée de recruter des chasseurs Yolngu, et en particulier les fils de Wonggu, pour former un corps de scouts indigènes, la Special Reconnaissance Unit du 7e District militaire. Ces éclaireurs, grâce à leur connaissance du terrain et à leur science du camouflage et du pistage, permirent aux forces australiennes, après le bombardement de Darwin par les Japonais, de faire obstacle aux tentatives de débarquement japonaises sur la côte Nord.  
En 1942, comme les Japonais refluaient et que le front remontait plus au Nord, les scouts indigènes furent démobilisés. Thomson fut incorporé dans l'aviation (la RAAF) comme wing commander, et partit combattre en Papouasie-Nouvelle-Guinée. Il y fut grièvement blessé. Longuement hospitalisé, il fut ensuite réformé en 1944, et reçut la distinction O.B.E. (Officer of the British Empire) en 1945. Thomson déplora l'impact qu'eut sur la culture et la santé des Yolngu l'arrivée des GI américains en Australie du Nord, et il chercha à les en protéger en demandant aux officiers d'interdire à leurs soldats l'achat de « souvenirs », ainsi que l'alcoolisation et la prostitution des indigènes australiens.

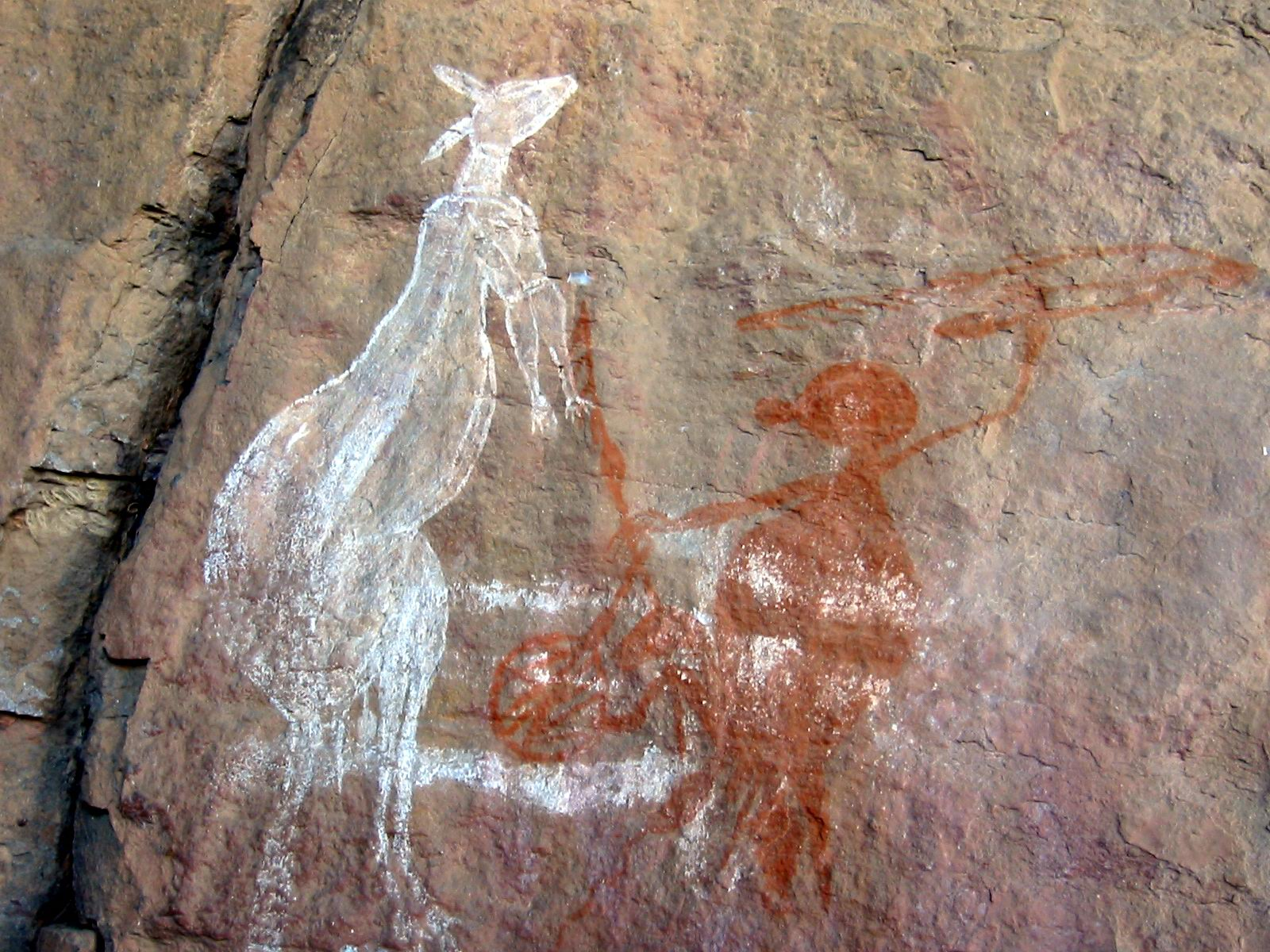
Chasseur lançant une sagaie contre un grand kangourou clairement dessiné. L'utilisation du propulseur est parfaitement mise en évidence. Le chasseur tient dans la main gauche un objet en forme de raquette (retrouvé sur d'autres dessins anthropomorphes) : massue ?, chasse-mouches ?. Photo prise par Thomas Schoch, à l'abri-sous-roche d'Anbangbang, parc de Kakadu

## Thomson fut honoré dans les années 1950
En 1949, il publia l'œuvre écrite de sa vie, son mémoire intitulé : Economic Structure and the Ceremonial Exchange Cycle in Arnhem Land (La Structure économique et le cycle d'échange cérémoniel en Terre d'Arnhem). Il reçut plusieurs médailles de sociétés savantes, fut nommé docteur en anthropologie de l'Université de Cambridge (1950) et fut admis à la Royal Geographic Society de Londres en 1951. Il devint aussi membre de l' Australian Institute of Aborigenal Studies de Canberra. Cependant ses opposants ne désarmaient pas : on alla jusqu'à lui reprocher d'écrire des articles pour The Australian Women's Weekly (L'hebdomadaire de la femme australienne) : c'était low-brow (« de la basse vulgarisation ») disaient ses collègues high-brow… À cette époque, Thomson divorça (1954), et se remaria avec une de ses collaboratrices. Ils eurent trois enfants.

## Les «expéditions Pintupi»

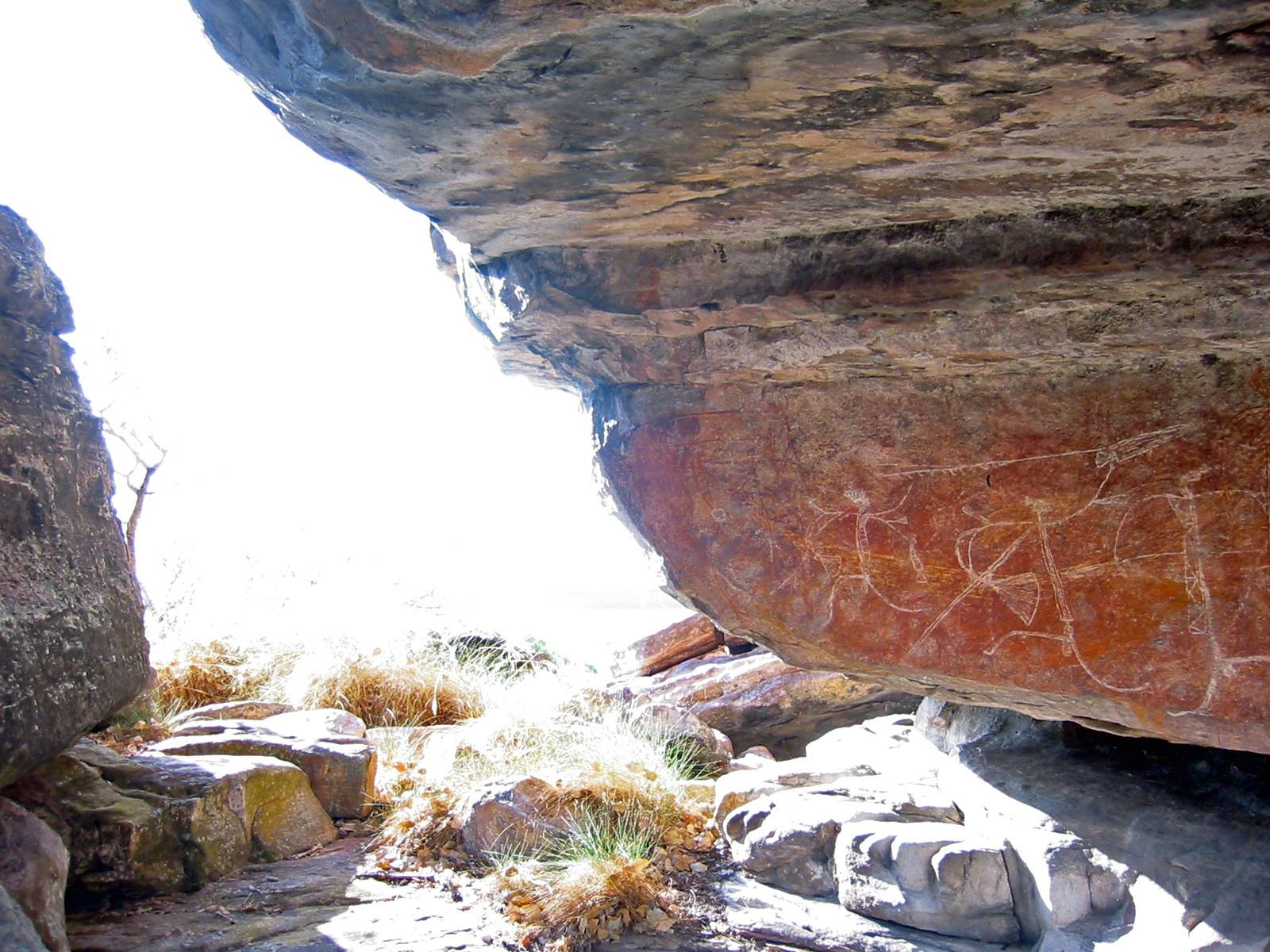
Après les marécages tropicaux, Thomson vécut et travailla au « pays des pierres » (photo prise par Thomas Schoch)

En 1957, Thomson, délaissant les marécages des Territoires du Nord, se rendit dans le grand Désert de l'Ouest Australien, pour y étudier les Pintupi (ou Bindibu), une peuplade d'Indigènes Australiens qui avaient eu encore très peu de contacts avec l'homme blanc. D'ailleurs certains d'entre eux évitèrent même le contact avec la civilisation jusqu'en 1984 : on découvrit alors dans le Désert de Gibson un groupe de Pintupi composé de deux femmes adultes, quatre jeunes hommes et trois jeunes femmes; le patriarche qui les avait probablement volontairement tenus éloignés de la civilisation était mort depuis peu...Les journaux de l'époque les appelèrent  the Pintupi Nine et "la Tribu Perdue" (allusion biblique). Ils furent amenés au chef-lieu le plus proche, y découvrirent qu'ils étaient nus, et reprochèrent vivement aux Pintupi « assimilés » qu'ils rencontrèrent en ville de ne pas les avoir prévenus qu'il existait un endroit "où les aliments et l'eau sortaient des tuyaux". Un examen médical  les reconnut "tous en pleine forme, en superbe condition. Pas une once de graisse,bien proportionnés et forts, bref en pleine santé...". Leur régime à base de chair de goanna (varan), lapin, numbat, termites, de graines et herbes du bush, et eau des sources connues d'eux seuls leur suffisait parfaitement. 

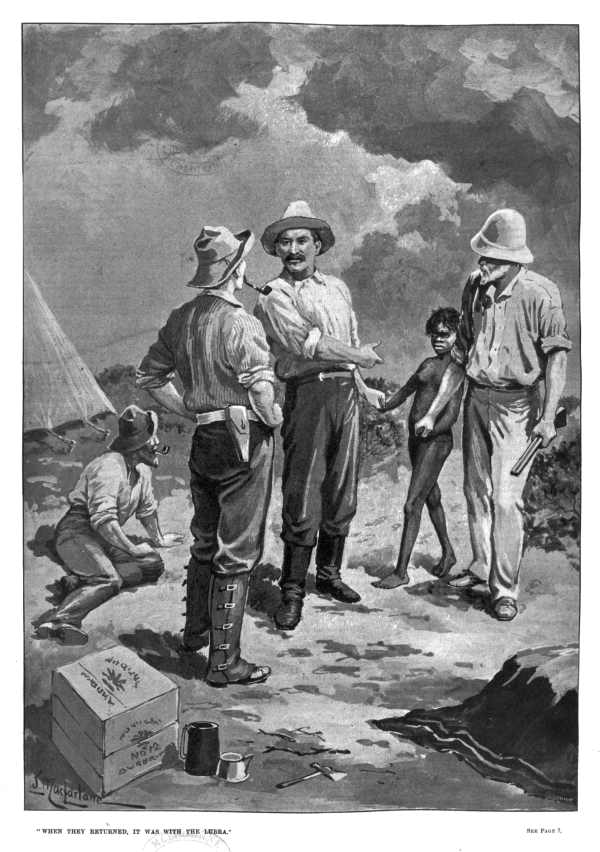
Gravure parue dans The Illustrated Australian News du I° juin 1896, 61 ans avant l'arrivée de Thomson chez les Pintupi...

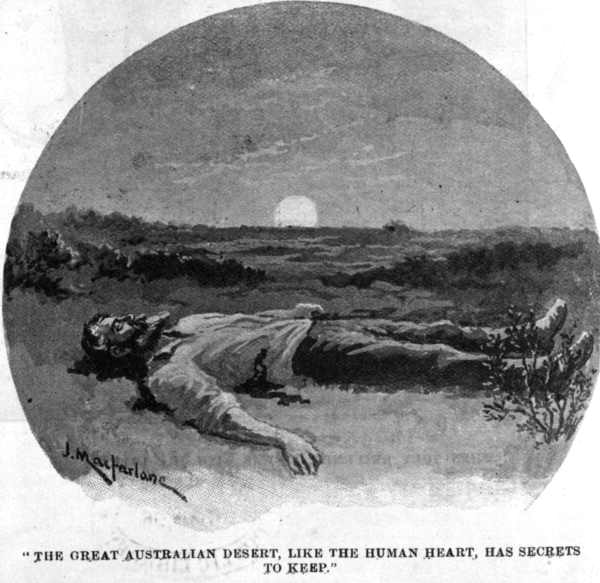
La réaction des Indigènes n'a guère tardé : le Blanc isolé a reçu un coup de sagaie dans le flanc. Et les représailles surviendront évidemment ...

Thomson rencontra dans les déserts de l'Ouest Australien des Pintupi qui n'avaient jamais vu d'homme blanc. L'expérience qu'il  avait acquise pendant les dernières 30 années, en immersion totale dans la culture des Indigènes Australiens, lui fut fort utile : ces chasseurs-cueilleurs nomades étaient méfiants, car ils avaient été particulièrement traumatisés depuis un siècle environ par les exactions des prospecteurs et settlers européens qui parcouraient l'out-back désertique en surface, mais au sous-sol richissime. L'accès aux points d'eau, que les Indigènes voulaient garder secrets, était souvent l'occasion d'affrontements. Ainsi Alfred Canning, qui ouvrit en 1911 la  Canning stock-route (destinée à faire transiter le bétail vers la côte et les camps de mineurs), avait capturé des Indigènes Mondus, qu'il tenait enchaînés et nourrissait d'aliments très salés, afin de les forcer à révéler la position des points d'eau. Canning creusa les puits des étapes, au nombre d'une cinquantaine, mais ses cow-boys furent tous tués par les abos lors du premier voyage. Par la suite, sa route ne fut utilisée par les troupeaux que de 1930 à 1950 environ 

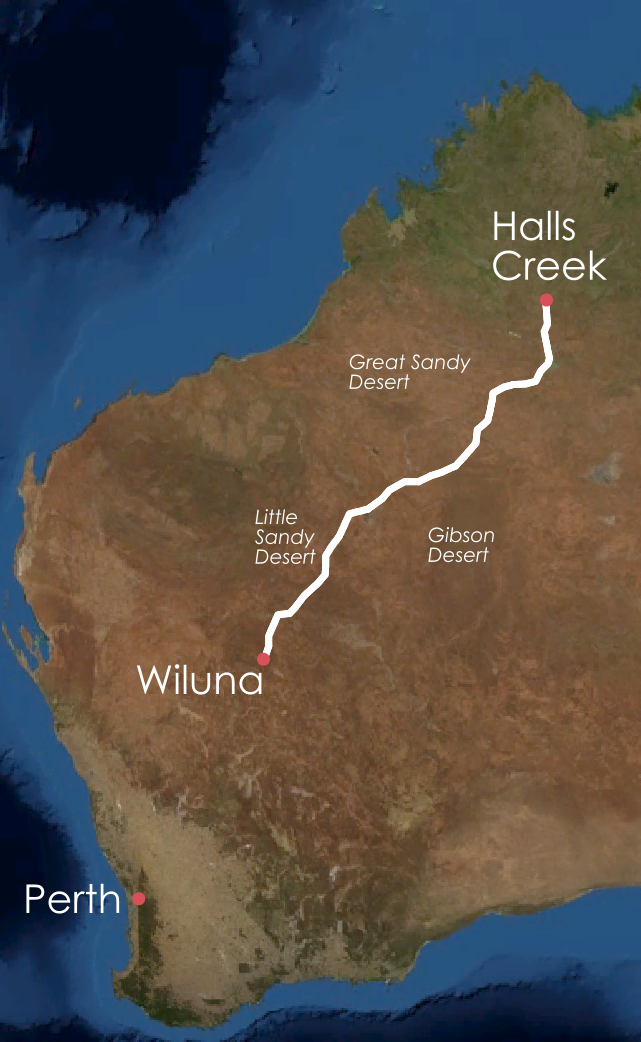
Les déserts de l'Ouest australien (avec le tracé de la route de Canning). Photo satellite NASA World Wind.

Thomson, après avoir surmonté la méfiance bien compréhensible des Pintupi envers le bandala (homme blanc) qui voulait non seulement vivre avec eux mais noter et filmer tous leurs faits et gestes, séjourna longuement chez les Pintupi. Il partagea leur vie quotidienne en 1957, 1963 et 1965. Il rapporta avec émotion que, la veille de son départ, les vieux sages Pintupi lui montrèrent leurs propulseurs ciselés, et lui en « lire » les dessins comme une carte. Ils lui enseignèrent (en les lui répétant jusqu'à ce qu'il les sache) la position et les noms de tous les points d'eau de la région. Puits cachés, roches creuses contenant quelques gorgées d'eau, mares de glaise au fond des grottes : ils les lui révélèrent tous. Ils ne pouvaient pas lui faire de présent de plus grande valeur . Thomson quitta à regret ses amis Pintupi « qui savaient rire, et avaient des bébés si potelés... ».
Thomson rapporta de chez les Pintupi une riche moisson de documents ethnographiques : films, photos, artefacts, observations.

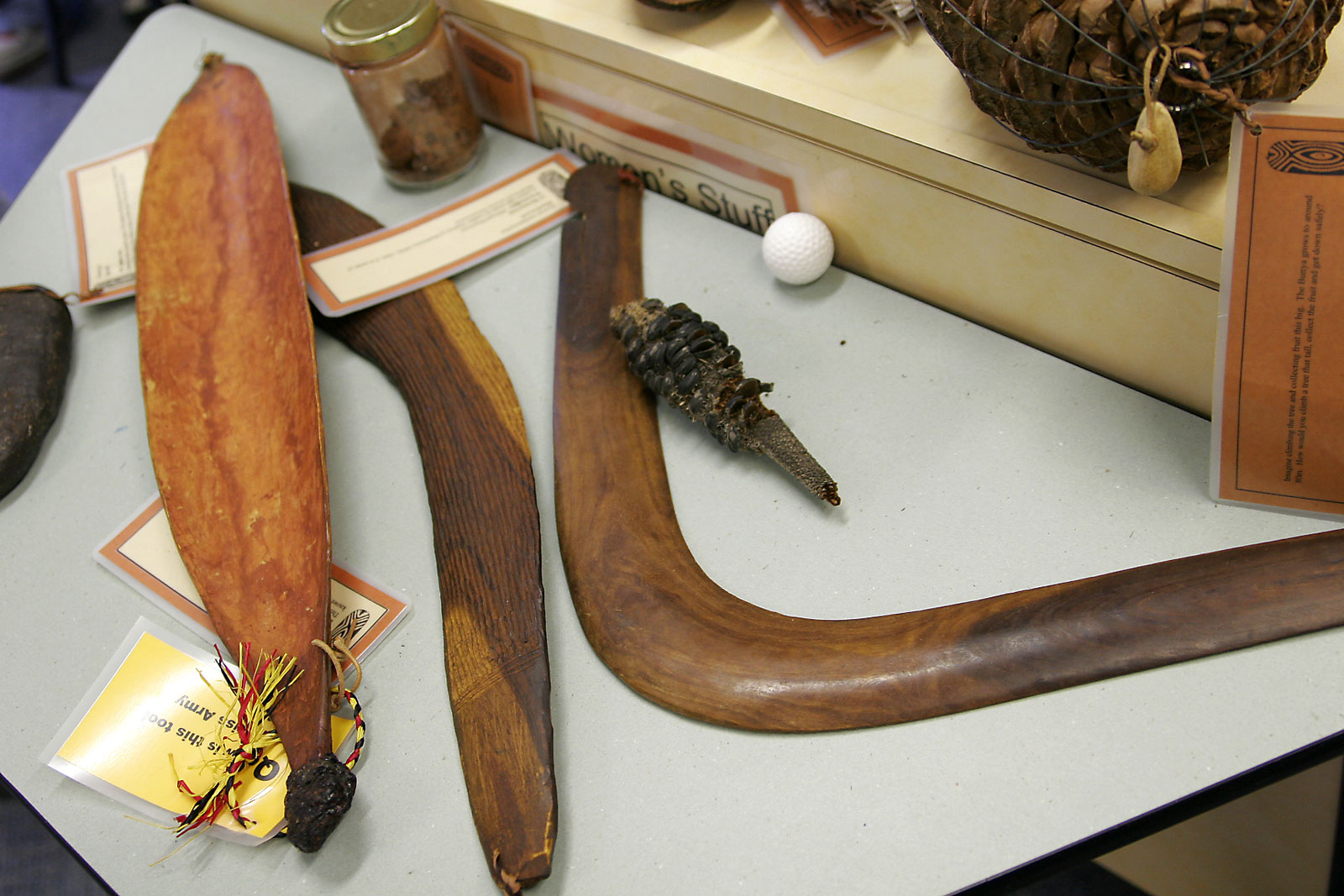
Artefacts des Indigènes Australiens de l'Ouest : propulseur (noter la gouttière où reposera la hampe de la sagaie, et la poignée anti-dérapante) et boomerangs. Une balle de golf voisine avec ces artefacts soigneusement polis, peut-être pour souligner l'opposition des techniques, et des finalités des objets...(Photo de Fir0002)

## Fin de carrière
Thomson, diabétique, épuisé par ses années de coureur de brousse et les séquelles de sa blessure, se replia sur lui-même et connut plus d'amertumes que de consécrations. Pour contrer l'opposition incessante d'un professeur d'anthropologie haut placé et partisan de l'assimilation forcée des Indigènes Australiens, Thomson avait soutenu publiquement l'action d'un politicien de l'opposition apparemment favorable à ses thèses "autonomistes". Mais le politicien, après avoir effectué sa traversée du désert dans l'opposition, redevint "libéral" une fois revenu au pouvoir, et Thomson eut la douleur de le voir finalement se rallier, en 1946, aux thèses des « assimilationnistes » . Loin d'être abolies, les mesures visant à séparer les enfants des Indigènes Australiens de leurs parents pour les élever à l'occidentale dans des familles d'accueil ou des établissements d'enseignement spécialisés (ce qui aboutit à la  lost generation, la génération perdue)furent prorogées.
C'est aussi en 1946 qu'un incendie détruisit les films de Thomson dans un entrepôt : 2000 pieds (6 096 m) de films au nitrate (qui étaient la seconde œuvre de sa vie), tournés dans des conditions extrêmement difficiles, des souvenirs et des témoignages perdus à jamais pour l'humanité. Déçu de ne pas voir les réformes en faveur des Indigènes Australiens avancer plus vite, Thomson démissionna en 1957 du Victoria Aborigene Welfare Board ("Bureau de Défense des Aborigènes"), après 10 ans de lutte au sein de cet organisme.

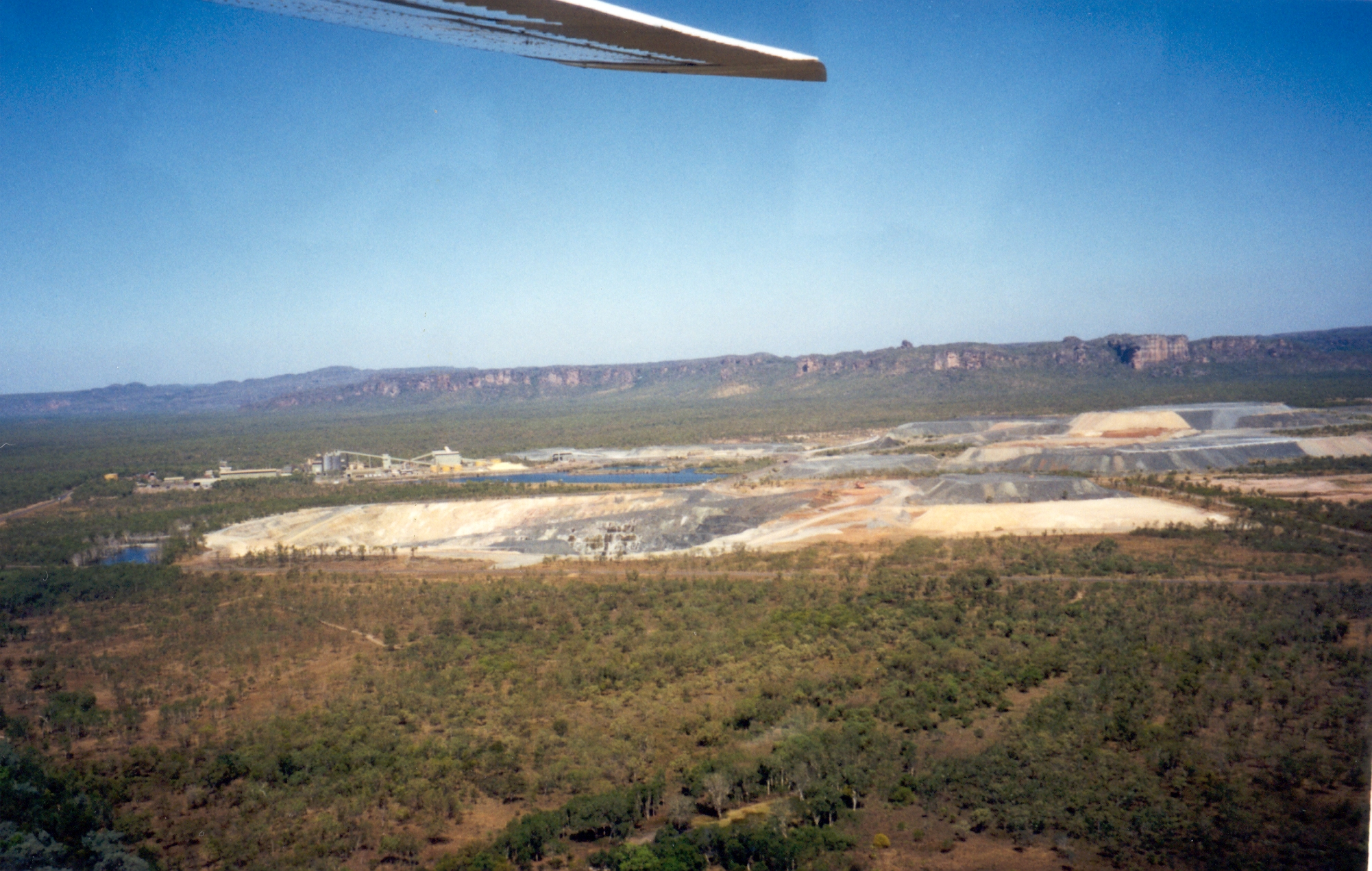
Vue aérienne de la mine d'uranium du Kakadu (reproduction de la photo aimablement autorisée par Kralizec!"')

Après ses longs séjours au désert avec les Pintupi, Thomson revint à la civilisation. Il fut nommé professeur d'Anthropologie en 1964, enseigna à Melbourne, puis prit sa retraite en 1968. Thomson mourut en I970, et on peut espérer qu'il ignora que du minerai d'uranium avait été découvert en 1969 en plein cœur de la Terre d'Arnhem...
L'exploitation (à ciel ouvert) de la mine d'uranium Ranger commença en 1980. Le premier gisement s'épuisa en 1995, et un autre site ("Ranger 3") fut mis en exploitation, au nord du parc national de Kakadu, en 1997...
Selon les dernières volontés de Thomson, ses cendres furent dispersées au-dessus de Caledon Bay par les enfants de son ami Wonggu.

## Reconnaissance posthume

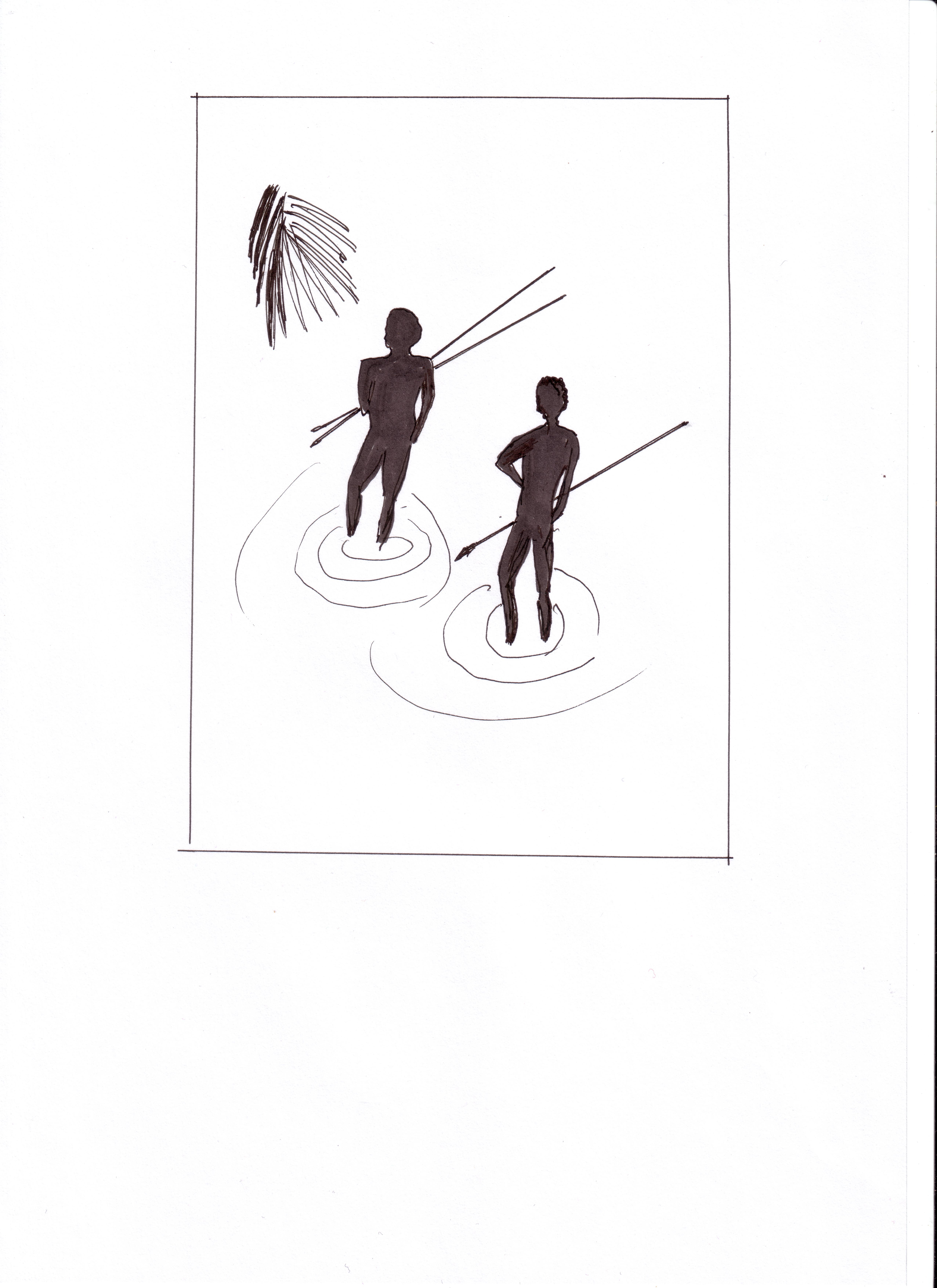
En photo aussi Thomson fut un précurseur : dans les années 1930, quel explorateur isolé en plein bush aurait gâché une de ses précieuses plaques pour prendre deux chasseurs noirs, de dos, en plongée, et en double contre-jour? (dessin d'après une photo prise par D. Thomson)

Russel White, qui fut chargé en juillet 1997 de collationner l'immense collection de Donald Thomson (après l'incendie qui détruisit ses films il avait tenu à en conserver chez lui la plus grande partie) écrivit  : « plus j'avançais dans mon inventaire, plus mon respect pour Thomson augmentait : c'était vraiment un homme en avance sur son temps dans bien des domaines... ».
La perte de ses films est irréparable, mais sa collection, conservée au Musée Victoria, est maintenant considérée comme l'une des plus importantes et intéressantes du monde. Saluons en passant l'opiniâtreté du chercheur qui, dans les pires conditions climatiques, dénué de tout, a pu prélever et conserver de nombreux spécimens d'animaux et de plantes, filmer et photographier en professionnel, mener ses enquêtes socio-ethnologiques, et qui de plus devait développer ses films et ses plaques-photo la nuit, sous la tente ou dans une hutte d'écorce, après des journées épuisantes...
Thomson avait eu la joie, en 1963, de voir les Indigènes Australiens obtenir le droit de vote, et le référendum de 1967 leur accorder (sans contestation possible) l'éligibilité. Il mourut en 1970, et n'eut donc pas connaissance du jugement clôturant en 1971 le Gove Peninsula lands right case : les Yolngu qui voulaient empêcher la compagnie minière Nabalco de prospecter sur leurs terres avaient été déboutés, au motif que la terre australienne était "res nullius"...Mais l'affaire avait fait grand bruit, l'opinion publique s'était émue. La commission Woodward fut créée, rendit ses conclusions, et l'"Aboriginal Land Rights Act" de 1976 (applicable d'ailleurs aux seuls Territoires du Nord...) fut voté. Enfin, c'est le 3 juin 1992 que la Haute Cour australienne, rendant son jugement définitif dans la célèbre affaire "Mabo versus Queensland" , reconnut les droits des Indigènes Australiens comme premiers occupants et abolit de facto la notion selon laquelle la terre australienne était res nullius (« n'appartenait à personne ») avant l'arrivée des Britanniques. Puis en 1997 la commission chargée d'évaluer les dégâts individuels et collectifs causés par la politique officielle de placement forcé des enfants enlevés à leur famille (politique qui aboutit à la Lost Generation) rendit publiques ses conclusions : c'était un désastre. Et en 1998, le 26 mai, eut lieu le premier  National Sorry Day  (jour de Repentance) australien, destiné à faire mémoire de tous les sévices dont eut à souffrir la communauté des Indigènes Australiens depuis 1770.
L'action de D. Thomson fut reconnue aussi par des milieux de la "société civile" plutôt éloignés de ce qui fut sa sphère d'activité : la CAMS (Confederation of Australian Motor Sports) décida de créer (comme elle avait créé un "Phil Irving Award" et un "Jack Brabham Award"...), un Donald Thomson Award, un prix destiné à récompenser les personnes "qui auraient, par leur action, apporté crédit au sport et à elles-mêmes, en particulier par une action individuelle marquée par l'absence d'égoïsme et la considération envers les autres"... La médaille (ornée d'une carte d'Australie entourée d'un pignon denté, au centre d'un triangle aux côtés convexes évoquant la chambre de combustion d'un moteur rotatif, bordée des deux rameaux d'olivier et portant en gros caractères "Donald Thomson Award") a été décernée depuis 1979 à un organisateur de rallyes particulièrement dévoué à la cause automobile, mais aussi à quatre hommes qui sauvèrent des accidentés, lors de courses automobiles, en les arrachant à leur véhicule en feu...
Autre preuve de reconnaissance (que D. Thomson aurait sans doute davantage appréciée...) : la  célébration du centenaire de sa naissance. Lors du « Donald Thomson Centenary Symposium » qui eut lieu à Melbourne, Graeme Neate (un légiste spécialiste, président du « National Native Title Tribunal » ) ouvrit la séance du 13 juillet 2001 par un exposé sur "Donald Thomson Legacy and the resolution of Indigenous Land Claims" ("L'héritage de D. Thomson et l'aboutissement  du combat des Indigènes pour leurs terres").
En fait, Thomson, bien avant de devenir à la mode, s'était simplement rendu compte que les Indigènes Australiens (comme l'écrivit le grand navigateur et humaniste James Cook), « paraissent les plus déshérités du monde, mais en réalité, sont plus heureux que nous, les Européens... ».

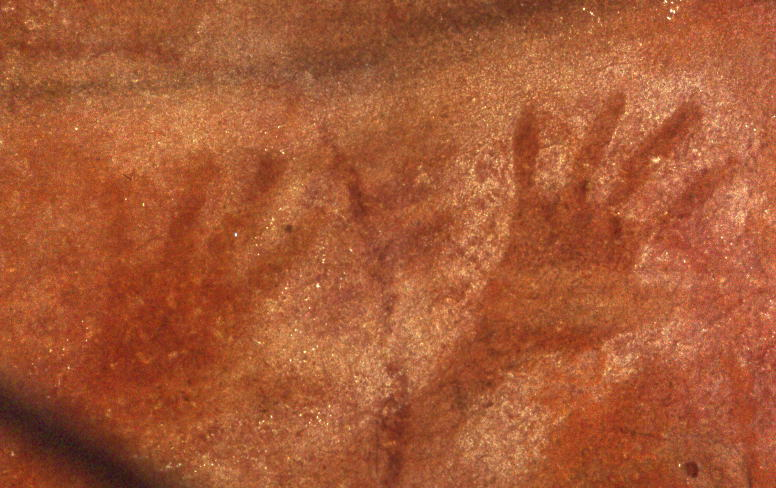
Les mêmes empreintes de mains existent dans les grottes européennes (photo prise par Sardaka)

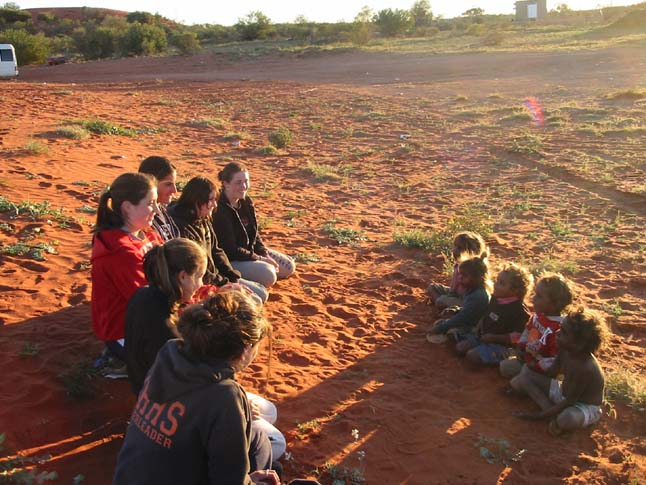
Une scène qui aurait satisfait Donald Thomson (photo Becket Chimney Corner YMCA)

### Œuvres sur Donald Thomson

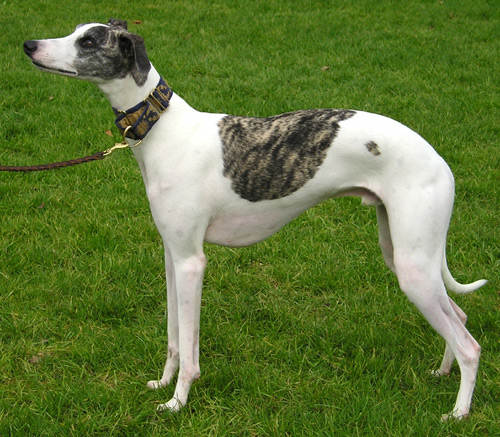
Sur une des photos du recueil de Judith Proctor Wiseman, Thomson pose avec ses amis Yolngu et son chien. Sur la photo, le seul être doté d'un peu d'embonpoint est (paradoxalement) le grand lévrier gris de Thomson : exposant de profil son corps parfait, il a posé sa tête contre la cuisse de son maître, mis la tête sous sa main, et il s'abandonne à sa caresse. Thomson, debout, maigre, brun, visage mince et nez aquilin, l'air tendu et inspiré, la barbe en pointe, la main posée sur la tête de son lévrier, évoque plus un Chevalier-à-la-Triste-Figure sorti d'un tableau de Vélasquez ou de Le Greco qu'un scientifique anglo-saxon du XXe siècle...(photo de Elf)